# الکساندروس تزورواس
الکساندروس تزورواس (به یونانی: Αλέξανδρος Τζόρβας) (زادهٔ ۱۲ اوت ۱۹۸۲) بازیکن فوتبال اهل کشور یونان است.
وی برای تیم ملی یونان ۱۶ بازی انجام داده و ۰ گل به ثمر رسانده‌است. پست تخصصی این بازیکن نیز، دروازه‌بان است.